# Григорович, Константин Петрович
Константи́н Петро́вич Григоро́вич (18 сентября (30 сентября) 1886, Николаев — 15 апреля 1939, Москва) — инженер-металлург, основатель отечественной школы электрометаллургов, профессор (1921), доктор технических наук (1934), организатор производства.

## Биография
Григорович Константин Петрович родился 18 (30) сентября 1886 года в Николаеве.
В 1913 году окончил Петербургский политехнический институт (ныне Санкт-Петербургский политехнический университет Петра Великого).
Место работы: c 1913 года работал инженером Путиловского завода в Санкт-Петербурге, на подмосковном заводе «Электросталь» в городе Электросталь. С 1920 года — заведующий кафедрой электроплавки Московской горной академии, после расформирования МГА — заведующий кафедрой электрометаллургии Московского института стали.
С 1922 по 1927 гг. одновременно с работой в МГА К. П. Григорович заведовал научно-техническим отделом Всесоюзного объединения по обработке цветных металлов — Госпромцветмета. Здесь он участвовал в организации совершенно нового для нашей страны производства «крылатого металла» — дюралюминия — для самолётов А. Н. Туполева и, в частности, спроектировал и построил на Кольчугинском заводе для плавки «кольчугалюминия» трёхтонную электропечь. С 1927 г. — учёный секретарь и член президиума Совета чёрной металлургии ВСНХ.
В июне 1931 г. было создано Всесоюзное объединение качественных и высококачественных стали и ферросплавов «Спецсталь». По предложению управляющего объединением И. Ф. Тевосяна К. П. Григорович был назначен техническим директором «Спецстали».
Знания Григоровича Константина Петровича в области металлургии пригодились при его участии в строительстве и вводе в эксплуатацию отечественных заводов ферросплавов — Челябинского (1931), Зестафонского (1934) и Запорожского (1934). В Челябинске проводил контроль за строительством, вводом в эксплуатацию нескольких заводов: ферросплавного (июль 1931), феррохромового (1935), алундового (1933), электродного (1934), абразивных изделий (1935).
Область научных интересов: теория и практика электрометаллургического производства, производство ферросплавов. Григорович К. П. — профессор (1921), доктор технических наук (1934).
Был арестован 19 сентября 1938 года по обвинению в участии в контрреволюционной террористической организации (включён в список «активных участников контрреволюционных правотроцкистской, заговорщицкой и шпионской организаций» (всего 931 человек), представленный Л. Берия и А. Вышинским). Приговорён к расстрелу. Приговор приведён в исполнение 15 апреля 1939 на полигоне «Коммунарка» в Московской области. Был реабилитирован 22 февраля 1956 года.

## Труды
- Григорович К. П. Электрометаллургия железа. — М., 1922. — Ч. 1 : Электрические печи.
- Григорович К. П. Производство стали в электрических печах. — М.; Л., 1932.
- Григорович К. П. Производство шарикоподшипниковой стали. — М.; Л., 1932.
- Григорович К. П. Челябинский электрометаллургический комбинат. — М.; Л., 1935.

## Память
2 апреля 2017 года в Москве на фасаде дома 3 по Ленинскому проспекту был установлен мемориальный знак «Последний адрес» Константина Петровича Григоровича.